# Forêt privée française
 (juin 2020).
En France, les forêts privées sont les terres forestières possédées par des personnes physiques ou morales.

## Forêt française
Avec plus de 16,7 millions d'hectares vers 2015, la forêt française couvre aujourd'hui 30 % du territoire métropolitain.
Sa surface a doublé de 1827 à 2015, s'accroissant d'environ 40 000 ha/an, essentiellement au profit de la forêt privée depuis 50 ans.
Ceci fait de la France le 3e pays européen pour la surface forestière (après la Suède et la Finlande).
La forêt française est diversifiée, répartie en forêts de plaine, littorale ou d'altitude, forêts méditerranéenne ou tropicale, principalement composée de feuillus (chênes et hêtres surtout) en métropole. Des résineux comme l'épicéa, douglas ou pin maritime y sont aussi présents (souvent introduits par l'Homme).

### Forêt privée en France
Elle représente les trois quarts de la forêt métropolitaine (74 % exactement), soit près de 11 millions d'hectares sur les 15 millions de la forêt française. La forêt privée occupe 21 % du territoire national.
Historiquement, la forêt privée apparaît principalement par privatisation des « communs », qui pendant des siècles étaient largement composés de landes et de pâtures. Ces territoires souvent transformés par plantation massive de résineux, comme ce fut le cas en Limousin ou dans les Landes, coïncident avec un exode rural. Ainsi les populations locales perdent progressivement leur mémoire rurale puis forestière, et les propriétaires des forêts n’habitant plus sur place, confient majoritairement la gestion de leurs forêts à des entreprises de négoce du bois, restreignant le caractère patrimonial de leurs biens forestiers.

#### Structure de la propriété forestière privée
La forêt privée française appartient à 3,5 millions de propriétaires privés, dont les deux tiers ont moins d'un hectare et vivent souvent à proximité de leur bois. La plupart ne sont pas sylviculteurs.

96 % des propriétaires privés de forêt sont des personnes physiques ; ils possèdent 82 % de la surface de la forêt privée française.
Les 3/4 des propriétés forestières ont été acquis par héritage. 1/4 des propriétaires ont acheté (de petites surfaces, de 1 à 10 ha en général) ou ont planté leurs parcelles.

Ils sont de toutes origines :
- 57 % sont retraités ;
- 12 % sont agriculteurs ;
- 11 % sont employés et ouvriers ;
- 8 % sont cadres et professions libérales ;
- 4 % exercent des professions intermédiaires.

Le profil de ceux qui ont plus de 1 hectare (1/3 des propriétaires seulement) diffère (données CREDOC 2010) :
- 31 % sont agriculteurs ou agriculteurs retraités ;
- 18 % exercent une profession intermédiaire ;
- 17 % sont cadres et professions intellectuelles supérieures ;
- 15 % sont ouvriers ;
- 11 % sont artisans, commerçants ou chef d'entreprises ;
- 8 % sont employés

Cette population sondée en 2010 se disait impliquée (plus que le reste des Français) dans la gestion du patrimoine naturel, et se déclarait très sensibles aux questions environnementales (48% contre 36 % en moyenne en France). Près de 60 % des coupes de bois effectuées par ces propriétaires de plus de 1 ha étaient motivées par des besoins personnels (bois de chauffage) et non pour le mettre en vente. Selon le CREDOC (2010) « il faut atteindre 150 hectares pour que plus de 50% des propriétaires disent rechercher un produit financier ».
Les forestiers sont propriétaires et pour certains aussi sylviculteurs et producteurs de bois, souvent pour leur propre compte : Une enquête CREDOC de 2010 a montré que près de 60 % des propriétaires possédant plus de 1 ha de forêt coupent du bois pour leurs besoins personnels (bois de chauffage principalement) et que rares étaient ceux intéressés par une exploitation commerciale. Les propriétaires de parcelles plus grandes sont eux le premier maillon d'une filière (estimée générer environ 425 000 emplois en France, soit 1,7 % de l'emploi du pays).

#### Outre-mer
La forêt privée est moins importante en France d'outre-mer, voire marginale comme en Guyane.

##### La Réunion
Sur l'ensemble des forêts privées réunionnaises, 10 000 hectares se situent au cœur du parc national de La Réunion et sont à ce titre classés au patrimoine mondial de l'Unesco depuis 2007. La prise de conscience de la biodiversité exceptionnelle de ces espaces privés a permis qu'à la production de bois se substituent aujourd'hui des activités écologiques et pédagogiques.

##### Guyane
La forêt y couvre 8 millions d'hectares dont 5,3 classés en domaine privé de l'État et gérés par l'ONF. La forêt privée y est marginale, les forêts cédées par l'État aux particuliers le sont essentiellement en vue d'y créer des parcelles agricoles.

## La gestion de la forêt privée en France
Il existe quatre options principales permettant aux propriétaires français de forêt privée de gérer leur patrimoine forestier :
- Le recours à des experts forestiers
- Le recours à une société de services en forêt
- Les coopératives forestières
- La gestion autonome

Chaque option correspond à des avantages différents permettant aux propriétaires de forêt privée de valoriser et gérer leur forêt de manière durable. D'après une enquête de 2012 du ministère de l'Agriculture, la gestion par soi même (autonome ou numérique) domine parmi les propriétaires d'un hectare et plus.

### Récolte de bois en forêt privée
Du point de vue du volume, la forêt française n'est pas surexploitée : on ne récolte que 60 % de ce qui pousse chaque année.

### Produits de la forêt
Les produits d'une parcelle de forêt privée, tels que les fruits, les champignons, et autres, appartiennent au propriétaire de la forêt. Leur cueillette n'est tolérée que sous certaines conditions. Il est ainsi indispensable de demander l'autorisation au propriétaire, d'avoir un respect logique pour les lieux, de respecter les animaux et les panneaux d'interdiction, de ramasser avec parcimonie et de consulter les arrêtés préfectoraux et communaux en mairie.
La justice s'est déjà exprimée à ce sujet, notamment dans le cadre de cueillette de champignons : non seulement les produits de la forêt appartiennent au propriétaire du sol, rendant donc son autorisation légalement nécessaire, mais en plus de cela le propriétaire du sol n'est pas obligé de clôturer sa parcelle ou d'en interdire l'accès par voie d'affiches ou d'autres moyens pour conserver son droit sur les fruits naturels ou industriels de la terre.

### Accès à la forêt privée
A-t-on le droit de se promener sur des parcelles de forêt privée ? D'un point de vue juridique, la réponse est non si vous n'avez pas d'autorisation[réf. nécessaire], mais il existe souvent une certaine tolérance. Ainsi 9 propriétaires sur 10 permettent au grand public d’accéder à leur forêt, en échange d’un respect logique des lieux.

## Organismes de la forêt privée française
Les organismes de la forêt privée française se répartissent en trois familles qui agissent de façon complémentaire pour soutenir l'activité sylvicole des propriétaires forestiers privés.

### Centre national de la propriété forestière (CNPF)

Logo du Centre National de la Propriété Forestière

Le Centre national de la propriété forestière (CNPF) est un établissement public à caractère administratif (EPA) au service des propriétaires forestiers. Il regroupe 10 délégations régionales, les centres régionaux de la propriété forestière (CRPF), un service de R&D, l'Institut pour le développement forestier (IDF) et un service de compensation carbone (C+FOR). 
Historiquement, les CRPF, établissements publics à caractère administratif, ont été créés par la loi « Pisani » de 1963. Puis en 2002 est créé le Centre national professionnel de la propriété forestière (CNPPF) chargé de coordonner l’action des CRPF et de les représenter auprès du ministre chargé des forêts. Le CNPPF et les CRPF sont placés sous la tutelle du ministre chargé de l’agriculture.
En 2006, l'IDF au statut d'institut technique agricole (ITA) devient une entité du CNPPF. L'Institut pour le développement forestier (IDF) a pris la suite, en 1968, de l'Association technique pour la vulgarisation forestière (ATVF) créé en 1960 par l'ingénieur forestier Pierre Allouard (1904-2002). Parallèlement à la création de l'ATVF, se sont développés des CETEF (Centres d'études techniques forestières, équivalents dans le domaine forestier des CETA agricoles). Le premier directeur de l'IDF fut Jacques Marion.
En 2009, dans un but de simplification et de clarification du droit et d’allègement des procédures, les CRPF et le CNPPF sont regroupés en un établissement public unique, le Centre national de la propriété forestière (CNPF). En 2012, l'IDF est reconnu comme un Service d'utilité forestière (SUF) au sens du code forestier
Les missions du CNPF sont de :
- Orienter la gestion des forêts privées en élaborant les schémas régionaux de gestion sylvicole (SRGS), et les codes des bonnes pratiques sylvicoles des forêts privées (CBPS), ainsi qu'en agréant les plans simples de gestion (PSG), obligatoires (propriétaires de plus de 20 ha) ou volontaires, ou les règlements types de gestion (RTG), établis par les coopératives et experts forestiers.
- Conseiller, améliorer et former en vulgarisant les méthodes de sylviculture appuyées par des études et expérimentations sur le terrain.
- Regrouper les propriétaires privés en développant toutes formes de regroupements, notamment par la coopération, pour la gestion des forêts, la vente des produits, la réalisation de travaux forestiers ou l'amélioration des structures foncières.
- Donner son avis : il est obligatoirement consulté sur tous les projets de schémas régionaux de gestion sylvicole des forêts privées. Il peut être consulté par les pouvoirs publics et émettre des propositions sur toutes les questions relatives à la filière forêt-bois, au développement durable des forêts et de leurs fonctions économiques, environnementales et sociales, et à leur contribution à l'aménagement rural.

Ces missions s'effectuent en prenant en compte la surveillance de la santé des forêts, la protection de l'environnement, le développement durable, l'aménagement du territoire ou encore la prévention des risques.
L'IDF appuie et coordonne le réseau national des organismes de développement forestier : centres d'études techniques et d'expérimentations forestières (CETEF) et groupements de développements (GDF). Ces associations locales regroupent les propriétaires forestiers qui veulent améliorer leurs pratiques sylvicoles et mener une gestion forestière plus dynamique.
Le CNPF est administré par un conseil d’administration constitué très majoritairement de représentants des propriétaires forestiers, élus par les conseils des CRPF. Les conseils des CRPF sont eux-mêmes composés aussi très majoritairement de représentants élus par les propriétaires et leurs organisations représentatives tous les 6 ans. La mandature en cours est de 2017 à 2022. Le CNPF a pour présidente depuis octobre 2021 Anne-Marie Bareau, et pour directeur général depuis octobre 2022, Roland de Lary. Précédemment directeur du CRPF de Nouvelle-Aquitaine à Bordeaux, il succède à Claire Hubert qui rejoint le CGAAER. Le directeur de l'IDF est François Morneau.
L’État contribue au financement du Centre national au titre de ses missions de développement forestier, reconnues d'intérêt général. Les chambres d'agriculture versent une cotisation au Centre national, par l'intermédiaire du Fonds national de péréquation et d'action professionnelle des chambres d'agriculture, égale à 50 % du montant des taxes perçues par l'ensemble des chambres d'agriculture sur tous les immeubles classés au cadastre en nature de bois et forêts.

### Les Chambres d'Agriculture
« Les chambres départementales et régionales d'agriculture ont compétence pour contribuer à la mise en valeur des bois et forêts et promouvoir les activités agricoles en lien avec la forêt » (article L. 322-1 du Code forestier). Les chambres d'agriculture agissent sur les territoires pour :
- rapprocher les propriétaires forestiers pour concentrer la mobilisation du bois par la création d'ASA (Associations Syndicales Autorisées),
- accompagner les propriétaires dans la gestion de leur forêt,
- restructurer le foncier pour augmenter la taille moyenne des parcelles,
- promouvoir et encourager des projets sur l'utilisation du bois matériau (dans les bâtiments agricoles, industriels et à usage d'habitation) et du bois énergie,
- valoriser les différentes fonctions de la forêt et des arbres, sur la structuration du sol, l'épuration et l'infiltration de l'eau, l'effet tampon face à des conditions climatiques variables, la protection de la biodiversité et in fine sur le stockage du carbone.

### Fédération des forestiers privés de France (FRANSYLVA)

Logo de la Fédération des forestiers privées de France

La fédération nationale des syndicats de forestiers privés est créée en 1950 par Henri Verhille, président du Syndicat des sylviculteurs du Sud-Ouest de 1945 à 1953. Elle représente et défend les propriétaires forestiers et la forêt privée auprès des pouvoirs publics français et européens, des partenaires de la filière forêt bois, et des organismes non gouvernementaux impliqués dans la filière forêt bois. Elle informe les propriétaires forestiers sur les questions politiques, juridiques et économiques. Elle leur donne les moyens de gérer leur forêt en acteurs économiques avertis. Le bulletin de la fédération est la revue « Forêts de France et Action forestière » de 1950 à 1999, puis le mensuel « Forêts de France » depuis 1999.
Lancée en 2016, la Fondation Fransylva a notamment pour objet de resserrer les liens entre la forêt et la société.
La fédération regroupe en 2019, 15 unions régionales, 73 syndicats départementaux ou interdépartementaux soit 41 000 adhérents et 2 millions d'hectares ; elle représente donc 1% du nombre de propriétaires mais 20% de la surface des forêts privées. Les syndicats départementaux prennent des initiatives pour favoriser l'activité des forestiers. Ils assurent leur représentation auprès des pouvoirs publics locaux et relayent les actions menées par la fédération au niveau national.
La fédération a pour président depuis 2017 Antoine d'Amécourt (1964- ),, et pour directeur général depuis 2018 Laurent de Bertier qui prend la suite de Luc Bouvarel admis à faire valoir ses droits à la retraite.
La revue de la fédération des forestiers privées de France est « Forêts de France ».
Du fait de sa spécificité, les propriétaires du massif des Landes de Gascogne se sont organisés autour d’un syndicat puissant et influant : le Syndicat des sylviculteurs du Sud-Ouest (SySSO). Prenant son origine en 1917, il rassemble actuellement près de 6 000 adhérents des trois départements du massif (Gironde, Landes et Lot-et-Garonne) et couvre 65 % de la forêt privée du massif. Il veille aux intérêts fiscaux, financiers, juridiques et économiques de ses adhérents. Après avoir quitté la fédération FRANSYLVA durant une trentaine d'années, le SySSO l'a rejoint en mai 2020, ceci ayant pour effet depuis, de banaliser le modèle landais (plantation après coupe rase) à l'échelle nationale.

### Experts forestiers

Logo du Conseil National de l’Expertise Foncière Agricole et Forestière (CNEFAF)

Association syndicale des Experts forestiers

Afin d’offrir au consommateur des prestations de qualité et éviter des situations de conflits d’intérêt, les titres d’Expert forestier et d’Expert foncier et agricole sont protégés.
À cet effet, le législateur a créé le CNEFAF : Conseil National de l’Expertise Foncière Agricole et Forestière (Code rural  et de la pêche maritime, art. L. 171-1).
L’adhésion au CNEFAF est obligatoire pour tous les Experts forestiers.
Le CNEFAF est administré par un comité qui dresse annuellement la liste des experts forestiers et est chargé de faire respecter les devoirs professionnels des intéressés dont :
- Justification d’un niveau de formation et d’expérience ;
- Règles d’indépendance nécessaires à l’exercice de leur profession, notamment pour tout ce qui concerne la gestion forestière (ex : impossibilité pour les experts de se livrer à des activités commerciales comme le négoce de bois ou de réaliser des travaux forestiers) ;
- Participation obligatoire à des sessions de formation ;
- Souscription d’assurances responsabilité civile professionnelle à des niveaux minimum de garanties.

Quand le comité du CNEFAF siège en matière disciplinaire, il est présidé par un Conseiller d’État.
En 2020, les experts forestiers français sont au nombre de 166 et interviennent sur environ 1 million d'hectares. Les différents textes législatifs ou réglementaires sont disponibles sur le site du CNEFAF : http://www.cnefaf.fr/
Par ailleurs, les experts forestiers sont regroupés au sein d’une association à vocation syndicale dénommée « Experts Forestier de France » (EFF, nouvelle dénomination depuis 2015 de la Compagnie Nationale des Ingénieurs et Experts Forestiers et des Experts Bois - CNIEFEB), indépendante du CNEFAF. L'EEF est présidée par Sylvestre Coudert depuis octobre 2020 qui a succédé à Philippe Gourmain (2014-2020). Sylvestre Coudert est président-directeur général de la société « Forestry Club de France », entreprise à mission issue de la croissance interne du cabinet d'expertise forestière Coudert et de sa fusion en juillet 2019 avec plusieurs autres cabinets, dont le cabinet américain F&W Forestry. Le grand-père de Sylvestre Coudert (1969- ), Jacques Coudert (1945-1971), sénateur et fondateur du cabinet Coudert, a été rapporteur de la loi du 5 juillet 1972 qui définit et protège le statut d'expert forestier, codifié à l'article L. 171-1 du code rural  et de la pêche maritime.  Site des EFF : https://www.foret-bois.com/ExpertForestier

### Gestionnaire forestier indépendant et Gestionnaire Forestier Professionnel

Logo de l'Association nationale des techniciens et gestionnaires forestiers indépendants

Pour éviter tout conflit d'intérêts, des gestionnaires forestiers se qualifiant de « Gestionnaires forestiers indépendants » (GFI) ont fondé dès 1993 l'« Association Nationale des techniciens et gestionnaires forestiers indépendants » (Anatef). Ainsi les GFI, membres de l'association, signent un code de déontologie qui prône notamment l’indépendance et la transparence des GFI par l’interdiction de faire de l’achat-revente de bois.
La loi de modernisation de l'agriculture et de la pêche de juillet 2010 a introduit la notion de Gestionnaire forestier professionnel (GFP) dans le code forestier. Un GFP est une personne, ayant un niveau de compétence reconnu par des diplômes et des expériences professionnelle en foresterie, autorisée, par une attestation du préfet de région valable cinq ans et renouvelable, d'assister un propriétaire généralement privé pour gérer sa forêt, conformément à un document de gestion durable (DGD) agréé. Cette disposition élargit l'agrément « d'homme de l'art » jusqu'alors réservé aux salariés des coopératives forestières.
Désormais les GFI s'inscrivent aussi comme GFP. De même que pour un Expert forestier, les GFI membres de l'Anatef et les GFP indépendants ne peuvent pas acheter les bois qu'ils gèrent, sous peine de radiation. En revanche cette interdiction n'est pas imposée au coopérative forestière, gérant via un de leurs salariés, attesté GFP, une propriété.

### Union de la coopération forestière française (UCFF)

Logo de l'UCFF

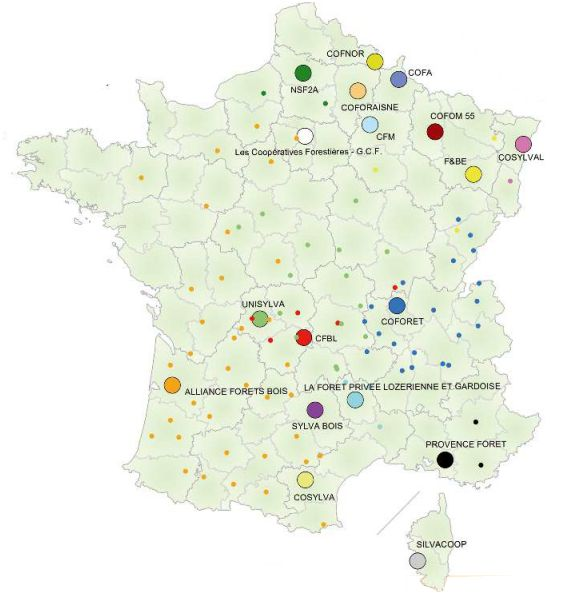
Carte des coopératives adhérentes à l'UCFF

L'Union de la Coopération Forestière Française rassemble les coopératives forestières et groupements de gestion répartis sur tout le territoire national. Elle assure un rôle de représentation politique auprès des pouvoirs publics et auprès des différentes instances interprofessionnelles dans lesquelles les coopératives forestières interviennent (forêt bois, énergie et biomasse, environnement,coopératives). Cette fédération agit pour défendre les intérêts des propriétaires forestiers adhérents des coopératives.
Les coopératives forestières sont administrées par des propriétaires forestiers pour mettre en commun des moyens matériels et humains nécessaires à une gestion durable et de qualité des forêts. Les coopératives forestières améliorent les conditions d'approvisionnement du secteur de la première transformation du bois en fournissant la matière première en bois d'œuvre, bois d'industrie, bois énergie.
L’UCFF en chiffres en 2019,,:
- 17 coopératives ;
- 110 000 producteurs forestiers adhérents ;
- 2 millions d'hectares de forêts gérés, dont 1 million sous document de gestion durable ;
- 1 200 salariés directs, soit le 1er employeur de la forêt privée et plus de 5 000 emplois en sous-traitance ;
- 430 millions d'euros de chiffre d’affaires ;
- 7 millions de mètres cubes de bois commercialisés par an, soit 20 % de la récolte nationale totale (forêt publique et privée), dont 5 millions par contrat d'approvisionnement ;
- 25 000 hectares reboisés par an, avec 28 millions d'arbres plantés par an ;
- 35 000 chantiers chantiers sylvicoles par an ;
- 1,2 million d'hectares de forêts certifiées PEFC, 1er contributeur privé en France à PEFC, 80 % des bois vendus par les coopératives sont certifiés.

L'UCFF est présidée par Bertrand Servois (1950- ) qui a remplacé Cyril Le Picard (1951- ) en septembre 2018. Elle a aussi pour vice-présidents Pierre-Olivier Drège (1949- ) (ancien directeur général de l'ONF) et Philippe Flamant (1961- ) de la coopérative Alliance Forêts bois.
À noter l’existence du groupe coopératif Alliance Forêts Bois issu à l'origine du massif forestier des Landes de Gascogne dont la zone d'intervention occupe la moitié ouest de la France. Le groupe se positionne comme leader national dans la production et la mobilisation de ressources forestières.